# Michael Spivak
Michael David Spivak (New York, 25 maggio 1940 – Houston, 1º ottobre 2020) è stato un matematico statunitense.
Si laureò in matematica (Ph.D.) alla Princeton University nel 1964. Il relatore della sua tesi di laurea, On Spaces Satisfying Poincaré Duality, era John Milnor. In seguito insegnò per qualche anno alla Brandeis University e nel 1968-1969 all'Institute for Advanced Study di Princeton.
È conosciuto soprattutto come autore di libri di testo di successo, in primo luogo Comprehensive Introduction to Differential Geometry in cinque volumi (1979, 3ª ed. 1999). Il suo libro Calculus (1967, 4ª ed. 2008), un corso completo sull'analisi infinitesimale, è ancora largamente usato nelle università americane.
Per conto della American Mathematical Society  ha sviluppato il markup AMS-LaTeX, una versione del markup LaTeX per uso matematico. Nel 1990 ha scritto una guida con istruzioni e consigli: The Joy of TeX: A Gourmet Guide to Typesetting with the AMS-TeX Macro package.
Ha fondato la casa editrice di testi scientifici Publish or Perish, Inc., con sede a Houston nel Texas.
Nel 1985 la American Mathematical Society gli ha assegnato il Premio Steele per la matematica.

## Pubblicazioni
- Calculus on Manifolds: A Modern Approach to Classical Theorems of Advanced Calculus, Westview Press (1965, 2ª ed. 1971)
- Calculus (1967, 4ª ed. 2008)
- A Comprehensive Introduction to Differential Geometry , American Mathematical Society, (1979, 3ª ed. 1999)[1]
- The Joy of TeX: A Gourmet Guide to Typesetting with the AMS-TeX Macro package (1990)
- The Hitchhiker's Guide to Calculus (1995)
- Physics for Mathematicians: Mechanics I (2010)